# Скальвы

Западные балты обозначены зелёным цветом

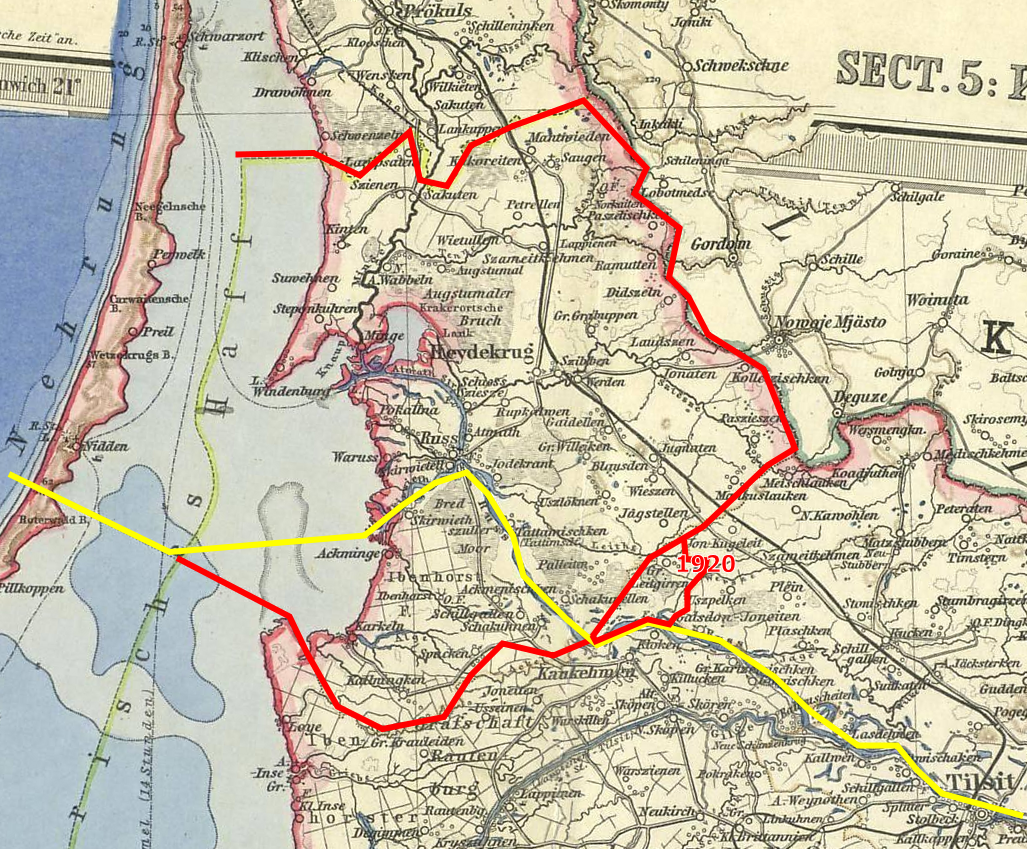
Земли скальвов на современной карте

Скальвы (нем. Schalauer; прусск. Skalavo, Skalwa; лит. Skalviai) — балтийское племя, жившее рядом с пруссами, куршами и после XIII века литовцами. Считаются переходной этноязыковой группой — предполагается, что скальвы были связаны с другими западными балтами (такими как курши, и более отдаленно — с пруссами), а затем литуанизированы в XIII веке в результате процесса постоянных переселений литовских племён (восточные балты). Судя по погребальным обычаям, скальвы были близки к пруссам и куршам и менее близки к литовцам.
Согласно Хронике Прусской земли, составленной Петром из Дуйсбурга около 1326 года, скальвы в 1240 году населяли земли к югу от куршей в нижнем течении Немана, прозванной Скаловией. По прусским хроникам, название племени происходит от двух прусских братьев по имени Схалауо. Центром Скаловии предположительно был город Неман в Калининградской области.